# اتیل‌آمونیوم نیترات
اتیل‌آمونیوم نیترات (به انگلیسی: Ethylammonium nitrate) با فرمول شیمیایی C
۲NH
۸NO
۳ یک ترکیب شیمیایی با شناسه پاب‌کم ۶۴۳۲۲۴۸ است. که جرم مولی آن ۱۰۸٫۰۹۶۵ g/mol می‌باشد. شکل ظاهری این ترکیب، مایع بی‌رنگ است.